# 贝克福尔特
贝克福尔特（荷蘭語：Bekkevoort，荷蘭語發音：[ˈbɛkəvoːrt] ⓘ）是比利时弗拉芒大区弗拉芒布拉班特省魯汶區的一个市镇，东端与林堡省接壤，通行荷蘭語，是弗拉芒社群的一部分，面积37.17平方千米，人口6,274人（2018年1月1日）。